# Аннозачатиевская церковь
Аннозачатиевская церковь или Церковь Зачатия Святой Анны на Дальних пещерах — православный храм в Киево-Печерской лавре, над входом в Дальние пещеры. Из помещения церкви ведут ступени к подземному лабиринту.

## История
Храм сооружён в 1679 году на средства жителя Печерского местечка Александра Емельяновича Новицкого. Первоначально он был с тремя куполами. Около 1763 года каменные купола и своды заменили деревянной крышей с одним куполом, а стены укрепили контрфорсами. Тогда же прокопали ныне существующий вход из церкви в пещеры. В 1784 году с западной стороны к храму пристроили притвор, а в 1796-м гонтовую кровлю заменили железной и позолотили купол.
В связи с появлением в стенах трещин в 1808—1809 годах храм разобрали до фундамента и возвели заново. Автором проекта был военный инженер архитектор Александр Якушкин (вскоре принявший в Лавре монашеский постриг с именем Арсений). Работы выполнили мастера Василий Сериков и Павел Кукунин. В 1818—1819 годы сооружены бронзовые престол и жертвенник с серебряными коваными украшениями. С 1823 года в церкви появилось отопление. Существующий дубовый иконостас изготовлен в 1880 году в Москве по проекту архитектора П. Кудрина. В это же время грушевидный купол заменили шатром, позже появилась внутренняя стенопись.
Здание реставрировано в 1973—1975 и в 2002—2008 годах, настенную живопись — в 1977—1978 и в 2009—2010 годах. В октябре 2010 года храм был вновь освящён.